# Article 33 de la Constitution belge
L'article 33 de la Constitution belge fait partie du titre III Des pouvoirs. Il définit l'origine et l'exercice des pouvoirs en Belgique.
Il date du 25 février 1831 et était à l'origine — sous l'ancienne numérotation — l'article 25. Il n'a jamais été révisé.

## Texte
« Tous les pouvoirs émanent de la Nation. 
 Ils sont exercés de la manière établie par la Constitution. »

## Interprétation
La section législation du Conseil d'État se base sur cet article, et en particulier sur l'alinéa 2, qui exclut tout mode d'exercice du pouvoir qui n'est pas prévu par la Constitution, pour exclure la possibilité d'organiser un référendum en Belgique. Elle a rendu des avis dans ce sens le 15 mai 1985, le 19 mai 1989, le 3 octobre 2002 et le 29 novembre 2004, excluant ainsi, de manière plus générale, l'installation d'un régime politique dit de « démocratie directe » en l'absence d'une modification constitutionnelle. 
 « Il ressort de cette disposition ainsi que des autres dispositions de la Constitution relatives à l’exercice des pouvoirs que la Constitution n’a pas instauré un système fondé sur la souveraineté populaire mais bien un mécanisme basé sur la souveraineté nationale dans lequel la Nation est représentée par les corps constitués [...] »